# Action Directe (droga wspinaczkowa)

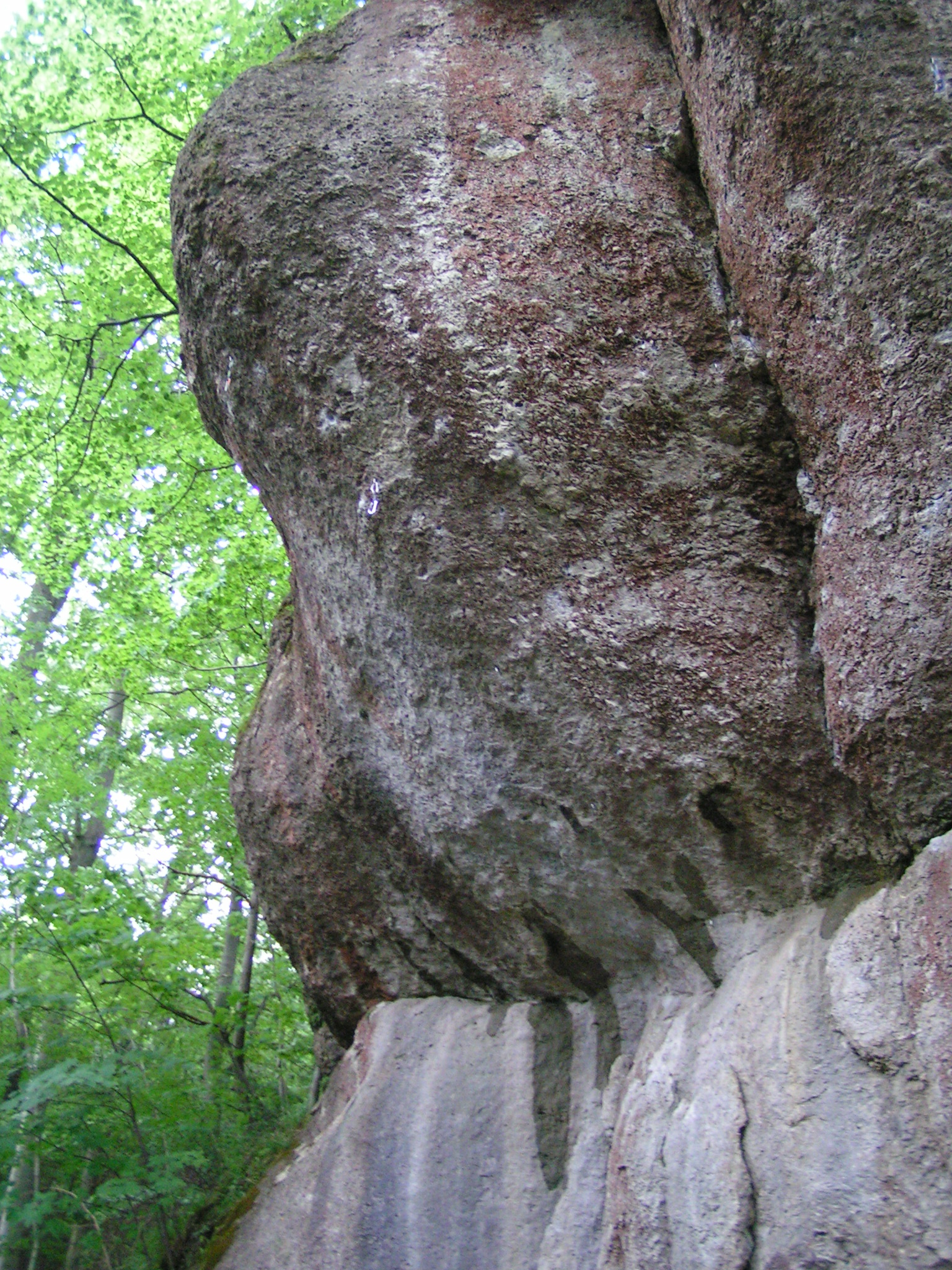
Action Directe (9a/XI) prowadzi przez pięć spitów widocznych na fotografii (w czwarty i piąty spit są wpięte ekspresy) i kończy się stanowiskiem zjazdowym (niewidocznym na zdjęciu. Po prawej stronie znajduje się droga Feiste Fäuste o wycenie (UIAA IX).

Action Directe – droga wspinaczkowa o trudności XI w skali UIAA znajdująca się na Frankenjurze.
Pierwszego przejścia drogi dokonał Wolfgang Güllich w 1991 wyceniając drogę w skali UIAA używanej na Frankenjurze.
Droga została uznana za pierwszą na świecie drogę wspinaczkową o tej trudności i stała się wzorem dla tego stopnia skali UIAA oraz stopnia 9a w skali francuskiej.
Pokonanie Action Directe wymaga dynamicznych przechwytów pomiędzy otworami na pojedyncze palce
i specjalne do treningu pod tę drogę Wolfgang Güllich wynalazł przyrząd treningowy: campus.
Nazwa drogi pochodzi od francuskiej organizacji terrorystycznej Action directe.
Kolejne powtórzenia:
- Alexander Adler we wrześniu 1995[1],
- Iker Pou w czerwcu 2000[2],
- Dave Graham 21 maja 2001[3],
- Christian Bindhammer 14 maja 2003[4],
- Rich Simpson 13 października 2005[5],
- Dai Koyamada 15 października 2005[6],
- Markus Bock 22 października 2005[7],
- Kilian Fischhuber 25 września 2006[8],
- Adam Ondra 19 maja 2008[9],
- Patxi Usobiaga 24  października 2008[10],
- Gabriele Moroni 17 kwietnia 2010[11],
- Jan Hojer 22 maja 2010[12],
- Adam Pustelnik 10 października 2010[13],
- Felix Knaub 22 października 2011[14],
- Rustam Gelmanov 26 marca 2012[15],
- Alexander Megos 3 maja 2014[16],
- Felix Neumärker 16 maja 2016[17],
- Stefano Carnati 15 czerwca 2016[18].
- Adrian Chmiała 5 maja 2019[19]
- Mélissa Le Nevé, maj 2020 (jako pierwsza kobieta)[20]
- Michał Korban, wrzesień 2024[21]